# Pygopleurus samai
Pygopleurus samai is een keversoort uit de familie Glaphyridae. De wetenschappelijke naam van de soort is voor het eerst geldig gepubliceerd in 2001 door Keith.